# 허브 버그랜

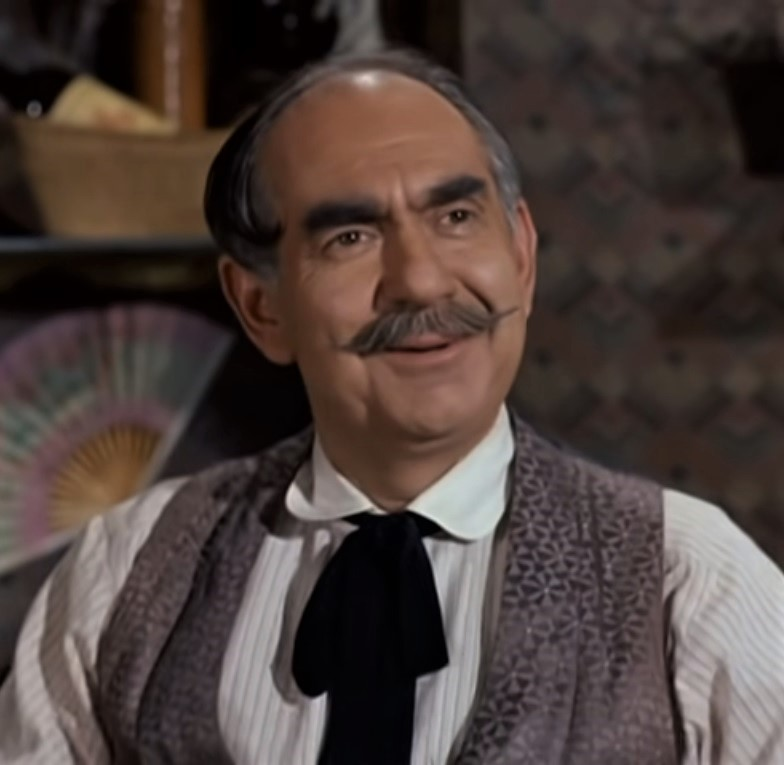

허브 바이그런(Herb Vigran, 영어 발음: /ˈvaɪgrən/, 1910년 6월 5일 ~ 1986년 11월 29일)은 미국의 배우, 성우이다.
신시내티에서 태어났으며 로스앤젤레스에서 사망하였다. 사인은 암이다.

## 출연 작품
- 사랑 만들기(영어판) (1982년)
- 10월의 첫 월요일 (1981년)
- 겟팅 웨이스티드 (1980년)
- 에어플레인 (1980년)
- 쉐기 D.A. (1976년)
- 샬롯의 거미줄 (1973년)
- 사건비화 (1967년)
- 댓 퍼니 필링 (1965년)
- 센드 미 노 플라워스 (1964년)
- 집시 (1962년)
- 미스터 에드 (1961년)
- 심부름 소년 (1961년)
- 고인돌 가족 플린스톤 (1960년)
- 벨스 아 링잉 (1960년)
- 고, 자니, 고! (1959년)
- 천 개의 언덕 (1959년)
- 건 러너스 (1958년)
- 크라이 베이비 킬러 (1958년)
- 더 뱀파이어 (1957년)
- 헬렌 모건 스토리 (1957년)
- 빗물 가득 (1957년)
- 굿모닝 미스 도브 (1955년)
- 언제나 맑음 (1955년)
- 럭키 미 (1954년)
- 수잔은 여기 자고 있다 (1954년)
- 화이트 크리스마스 (1954년)
- 해저 2만리 (1954년)
- 렛츠 두 잇 어게인 (1953년)
- 더 걸 넥스트 도어 (1953년)
- 워킹 마이 베이비 백 홈 (1953년)
- 소 디스 이즈 러브 (1953년)
- 밴드 웨곤 (1953년)
- 당신만을 (1952년)
- 오 헨리 단편집 (1952년)
- 아이언 맨 (1951년)
- 애보트와 코스텔로 - 투명인간을 만나다 (1951년)
- 레츠 댄스 (1950년)
- 사이드 스트리트 (1950년)
- 살인광 시대 (1947년)
- 유령선 (1943년)
- 스윗 로지 오그래디 (1943년)
- 투 걸즈 온 브로드웨이 (1940년)

### 텔레비전
- 119 구조대 (1972년)
- 왈가닥 루시 (1951년)
- 보난자 (1959년)
- 페리 메이슨 (1957년)
- 도나 리드 쇼 (1958년)
- 딜론 보안관 (1955년)
- 아내는 요술쟁이 (1964년)
- 개구쟁이 6남매 (1969년)
- 제12순찰대 (1968년)